# Zaza (Ruanda)
Zaza è un settore (imirenge) del Ruanda, parte della Provincia Orientale e del distretto di Ngoma.